# Cirice
«Cirice» (англ. церковь, «Church») — песня шведской хэви-метал группы Ghost, выпущенная 30 мая 2015 года как первый сингл из их третьего студийного альбома Meliora. 7 декабря 2015 года песня была номинирована на премию «Грэмми» в категории Лучшее метал-исполнение и в итоге получила её.
«Cirice» включена в сет лист игры  Rock Band 4.

## История создания и релиз
Изначально группа планировала песню «Cirice» объединить с другой композицией с альбома «Devil Church» и это была бы десятиминутная инструментальная версия без хора, открывающая альбом. Но при содействии продюсера Класа Олунда в композицию добавили хор, и позже она была разделена две песни.
«Cirice» была бесплатно выложена для скачивания на официальном сайте группы 30 мая 2015 года. Впервые, группа в живую исполнила песню 3 июня 2015 года в их родном городе Линчёпинге. На CD сингл вышел 31 июля 2015 года, он продавался только в независимых музыкальных магазинах в США. Помимо «Cirice» на диске была песня «Absolution» с готовящегося к выходу альбома Meliora. Журналист Чад Чайлдерс из интернет журнала о рок музыке Loudwire отметил, что: „трек держит в напряжении и по мере развития песни оно всё возрастает и музыка становится тяжелее“. 31 октября 2015 года группа исполнила песню в шоу «Позднее шоу со Стивеном Кольбером», это было первое появление группы на американском телевидении.
Обложку к синглу рисовал известный американский художник Дэвид М. Бринли. Рисунок на обложке является аллюзией на постер фильма «Молчание ягнят» 1991 года. На обложке сингла так же изображён женский портрет, рот на котором закрывает бабочка мёртвая голова. Только вместо её классической окраски, на теле бабочки изображен символ группы.

## Клип
Клип на песню снял режиссер Роберт Шобер (так же известный как Roboshobo), при создании видео он вдохновлялся фильмом «Кэрри» 1976 года. Перенеся действие клипа в школьный зал режиссер сделал аллюзию на последнюю часть фильма, так же в клипе появляется девочка с паранормальными способностями, что тоже является отсылкой к главной героине фильма.

## Реакция критиков
«Cirice» достигла четвертого места в чарте Billboard Mainstream Rock. В Loudwire песня заняла второе место в списке 20 лучших металл песен 2015 года. А видеоклип «Cirice» получил номинации на Best Metal Song и Best Metal Video на церемонии 2015 Loudwire Music Awards. Песня получила «Грэмми» в номинации Лучшее метал-исполнение. Один из участников группы сказал, что когда он получил текстовое сообщение, информирующее его о номинации, он сначала подумал, что это было от «Грэммис», которая является шведским аналогом американской премии «Грэмми» и где Ghost уже получали награду ранее.

## Список композиций
| №  | Название                          | Длительность |
| -- | --------------------------------- | ------------ |
| 1. | «Cirice»                          | 6:02         |
| 2. | «Absolution» (US CD version only) | 4:51         |

## Чарты
| Чарты (2015)                    | Высшая позиция |
| ------------------------------- | -------------- |
| США (Billboard Mainstream Rock) | 4              |
| США (Rock Airplay, Billboard)   | 27             |

## Участники
- Тобиас Форге — вокал
- «Безымянные Оборотни» — все инструменты: ведущий гитарист, басист, клавишник, барабанщик, ритм-гитарист
- Дэвид М. Бринли — иллюстратор обложки сингла